# Pain de Sucre (Madagascar)
Pour les articles homonymes, voir Pain de Sucre.

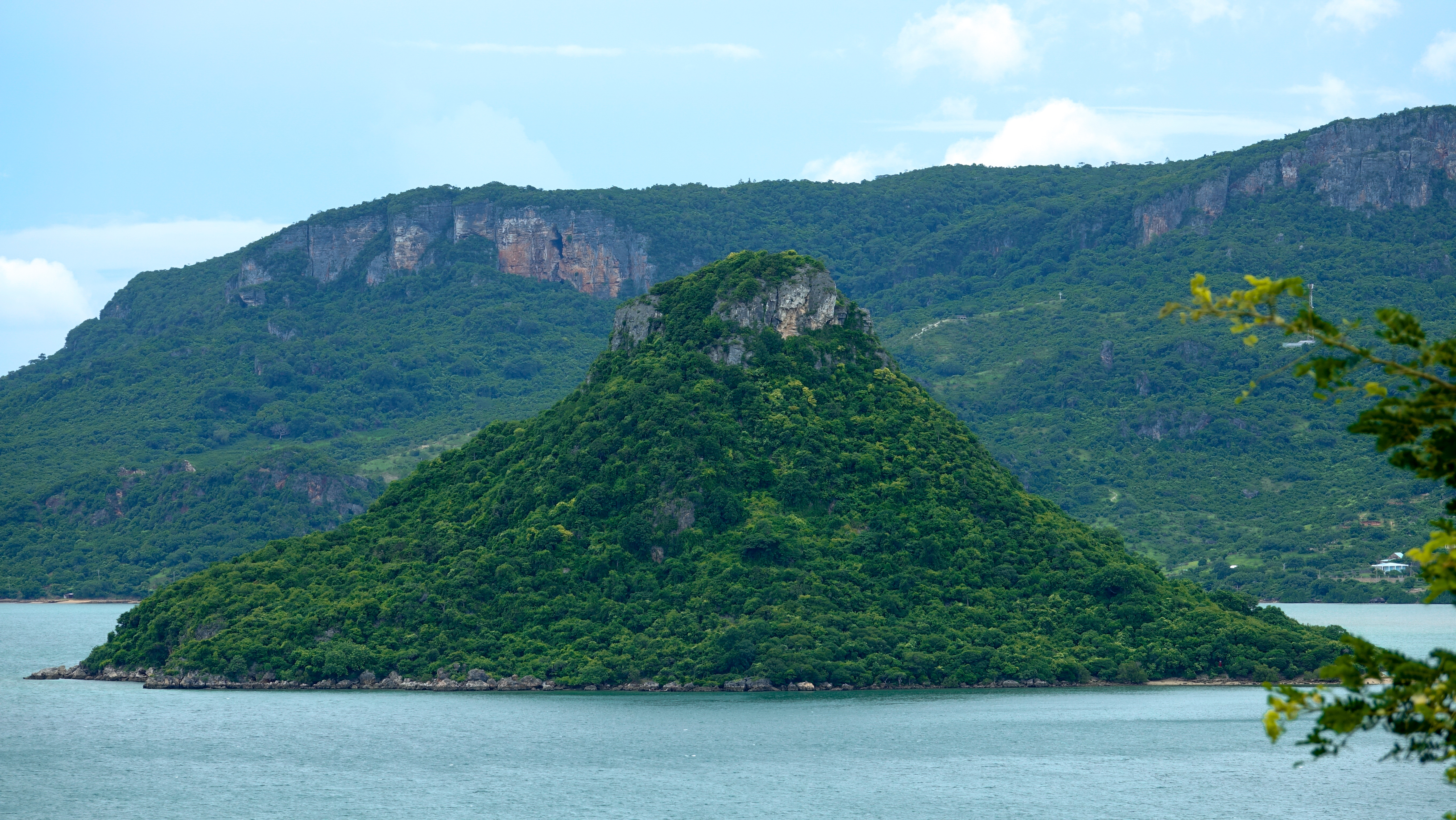
NOSY LONJO

Le Pain de Sucre (Nosy Lonjo en malgache) est un îlot rocheux d'origine volcanique, situé dans la baie Andovobazaha (ou « baie des Français »), la partie la plus méridionale de la baie de Diego-Suarez, dans le nord de Madagascar.
Il dépend de la région de Diana, dans l'ex-province de Diego-Suarez.
Puisqu'il est considéré comme un lieu sacré, des cérémonies traditionnelles, nommées fijoroana; y sont toujours pratiquées régulièrement.
Il est recouvert d'une végétation telle que les baobabs typiques Adansonia suarezensis et de mangroves. Il est habité par une faune diverse dont les chauve-souris roussette " fanihy". Comme toutes les îles au large de la côte Nord-ouest de la Grande Terre, Nosy lonjo est un site naturel pittoresque préservé par sa vocation culturelle.
Le terme de « lonjo » veut dire « Cône » en rapport avec sa forme, il a également une autre signification plus patrimoniale « lonjo be » est en malgache ancêtre fondateur d'une lignée familiale. Il avait différents noms ; les français l'appelait « baie des français », alors que l'anglais Owen l'avait nommé « Scottish Bay », baie des écossais. Les malgaches l'appelaient  « Andovobazaha » ou « baies des étrangers ».